# Barragem da Paradela
A Barragem de Paradela, em Portugal, está implantada sobre o rio Cávado localizando-se no Município de Montalegre, Distrito de Vila Real. Sendo uma barragem do tipo aterro subtipo enroncamento, tem 112m de altura acima da fundação. Foi concluída em 1956.
Uma barragem de enrocamento é um maciço formado por fragmentos de rocha compactados em camadas cujo peso e imbricação colocaram entre si a estabilidade do corpo submetido ao impulso hidrostático.
A sua albufeira tem uma capacidade de 164,5 hm3, com uma área de 380 hectares e um desnível de 72 m.
Possui uma capacidade de descarga máxima de 720 m³/s. O comprimento do coroamento é cerca de 540 m, com um volume aterro é de 2.700.000 m³.
O descarregador, localizado na margem direita e com controlo do tipo “comporta”, segue um canal em forma de poço vertical, através da encosta da Paradela, descarregando 650 metros cúbicos por segundo com dissipação de energia em forma do chamado “salto de ski”.
A central hidroeléctrica é composta por um grupo Francis do tipo eixo vertical, com uma potência total instalada de 54 MW, capazes de produzir em ano médio cerca de 256,7 GWh.
Em 2011 barragem foi apetrechada com dois descarregadores de cheias complementares, numa empreitada paga pela EDP com “execução de todas as obras de engenharia civil e fornecimento e montagem dos equipamentos do novo descarregador de cheias complementar”.
A obra compreendeu ainda, “para além de todos os trabalhos acessórios e complementares relacionados com a mesma, intervenções ao nível do coroamento da barragem, intervenções nas instalações e equipamentos eléctricos associados às válvulas da descarga de fundo, a desativação do antigol descarregador frontal mediante a obturação da sua boca de entrada através de uma estrutura em betão e a recuperação paisagística”.